# Курбатов, Иван Петрович
Иван Петрович Курбатов (1919—1941) — лейтенант Рабоче-крестьянской Красной Армии, участник Великой Отечественной войны, Герой Российской Федерации (1998).

## Биография
Родился 29 мая 1919 года на станции Никитовка (ныне — в черте города Горловка Донецкой области Украины). Окончил миномётное училище. С первых дней Великой Отечественной войны — на её фронтах, был командиром миномётного батальона 20-го отдельного миномётного полка 23-й армии Северного фронта. Участвовал в боях на Карельском перешейке.
6 августа 1941 года в районе села Нотки Курбатов, собрав подразделение из разрозненных групп бойцов и командиров разбитых частей, организовал оборону и более семи часов удерживал позиции. Немецко-финские войска ценой больших потерь сумели окружить подразделение. Во главе его остатков Курбатов прорвал окружение, а затем остался прикрывать отход своих товарищей. Когда у него кончились патроны, Курбатов подорвал машину с минами, уничтожив несколько десятков солдат и офицеров противника, но и погибнув при этом сам.
Указом Президента Российской Федерации от 16 ноября 1998 года за «мужество и героизм, проявленные в борьбе с немецко-фашистскими захватчиками в Великой Отечественной войне 1941—1945 годов» лейтенант Иван Курбатов посмертно был удостоен высокого звания Героя Российской Федерации. (Звание учреждено в 1992-м году - через 50 лет после награждения Героя).